# Mammad Hasan agha Sarijali Javanshir
Pour l’article homonyme, voir Javanshir (homonymie).
Mammad Hasan agha Sarijali Javanshir (en Azéri : Məhəmmədhəsən ağa Sarıcalı-Cavanşir ; né en 1766 à Choucha où il meurt le 19 novembre 1805) est un chef militaire et major-général de l'armée russe, fils et héritier d'Ibrahimkhalil khan du Karabakh, père du major-général, personnalité publique et poète Djafargulu Agha Djavanchir et également ancêtre du célèbre chanteur azerbaïdjanais Khan Chouchinsky.

## Biographie
Mammad Hasan agha Sarijali Javanchir est le premier fils d'Ibrahim Khalil Khan.
Il dirige une cavalerie de 500 hommes à la poursuite de son cousin Muhammad bey (fils de Mehrali bey) qui prend la direction du Karabakh pendant le chaos qui a suivi la mort d'Agha Muhammad Khan en 1797.
Après l'éclatement de la guerre russo-persane, ses relations sont détériorées avec son père à la suite de l'arrivée d'Iran du favori de Fatali Chah et de son demi-frère Abulfat agha Javanshir. Comme il est né d'une "épouse temporaire" mais avait une faveur royale, Mammad Hasan se sent menacé allié avec ses autres demi-frères "légitimes" Khanlar agha Javanshir et Mehdigulu agha. Il commandaient la cavalerie à cheval, il combat 5 000 hommes dirigés par son demi-frère Abulfat agha Javanshir à Dizak, en décembre 1804 et capture 1 000 personnes.
Il reçoit le grade de major-général dans l'armée impériale russe après la soumission de son père le 8 juillet 1805. Le 9 juin 1805, il participe à une bataille avec l'armée perse aux côtés de l'armée russe, à la tête d'un détachement de cavalerie à cheval du Karabakh. Il reçoit également une médaille parsemée de diamants avec la gravure "Pour la loyauté".
Il tombe gravement malade en août 1805 et meurt le 19 novembre 1805.